# Katarina Tanasković
Katarina Tanasković (în sârbă Катарина Танасковић; n. 22 februarie 1995, în Niš) este o handbalistă din Serbia care evoluează pe postul de intermediar dreapta pentru clubul turc Bursa Büyükșehir Belediyesi. Anterior ea a evoluat pentru clubul românesc CS Dacia Mioveni 2012, cel italian PDO Salerno. și cel maghiar Szombathelyi KKA

## Palmares
- Liga Campionilor:
  - Calificări: 2020

- Cupa EHF:
  - Turul 3: 2012, 2016. 2020
  - Turul 1: 2017

- Cupa Europeană:
  - Turul 3: 2022

- Cupa Challenge:
  - Sfertfinalistă: 2015, 2019
  - Optimi: 2014. 2018

- Campionatul Serbiei:
  -  Medalie de argint: 2016
  -  Medalie de bronz: 2015, 2018, 2019

- Campionatul Italiei:
  -  Medalie de argint: 2022

- Cupa Serbiei:
  -  Finalistă: 2017
  - Semifinalistă: 2012, 2015

- Cupa Italiei:
  -  Finalistă: 2022

- Supercupa Spaniei:
  -  Câștigătoare: 2019